# Portoferraio fyr
Portoferraio fyr (italienska: Faro di Portoferraio) är en fyr på Capo Bianco utanför Portoferraio på den italienska ön Elba.
Den första fyren på platsen uppfördes år 1788 på initiativ av Leopold II av Toscana på den norra bastionen på Forte Stella, det stjärnformiga fort som Cosimo I de' Medici lät uppföra i mitten av 1500-talet. 
Den nuvarande fyren tändes år 1862 och renoverades år 1915. Den är 25 meter hög och byggd av sten med dubbla balkonger och en lanternin på toppen. Fyrapparaten visar tre vita blixtar vart 14 sekund med en lysvidd på 16 sjömil. Ett fast rött ljus från en fyrlykta på balkongen varnar sjöfarten för sandbankarna utanför Capo Bianco.
Fyrplatsen öppen men själva fyren är stängd för allmänheten.